# Lok (orožje)
Lók je staro hladno orožje za lov in boj. 

## Uvod
Uporaba loka in puščic za lov ter vojaške spopade je stara približno 12.000 let. Kot najstarejši prikaz loka velja slika na apneni plošči iz votline des Fadets, departma Viene, Francija. Izvira iz poznega obdobja magdalenija. 
Danes se uporablja za šport (je tudi olimpijska disciplina) in, kjer je dovoljeno, za lov.
Sodobni loki so izdelki vrhunske tehnologije. A pravilo je bilo, da je bila izdelava loka vedno zahtevno opravilo negovanja in izrabe lesa in drugih materialov (v zgodovini predvsem usnja, lesu in lubja, kože, konjske dlake, svile, kite, roževina).
Lok je v osnovi vzmet, ki zbere z delom napenjanja vloženo energijo in jo potem sunkovito odda. S pomočjo tetive napetega loka se energija prenese na puščico, ki poleti z znatnim pospeškom v določeno smer po želji in spretnosti strelca. Med osnovno lokostrelsko opremo spadajo naslednje stvari: lok, tetiva, puščice, ščitnik za prste, ščitnik za roko, zanka in tok za puščice. Med ostalo opremo spadajo še pripomočki, ki so različni glede na slog streljanja in izbiro vsakega posameznika: ščitnik za prsi, bergerjev gumb, merilna naprava, stabilizator, sprožilec, T-merilo, rezervni deli in oprema, orodja za popravilo loka in puščic.
Ročaj je osrednji del loka, ki drži oba kraka. Puščica je sestavljena iz naslednjih delov: iz cevke, jahača, konice in peresa. Cevke so lahko iz lesa, fiberglasa, aluminija, ogljikovih vlaken, navitih okrog aluminijaste cevke. Pri cevkah sta najpomembnejša upogljivost in njena dolžina. Lesene puščice so najcenejše in se v modernem lokostrelstvu le še redko uporabljajo zaradi krivljenja ob vlagi. Najtanjše in najtrdnejše so puščice iz ogljikovih vlaken in ker so tudi najlažje, imajo zaradi tega tudi nižjo parabolo leta. 
Jahači puščic so ponavadi iz umetne mase, podobno je tudi s peresi. Dolžina peres je različna, zato si jo lahko posameznik prilagodi svojim lastnim potrebam. Enako velja tudi za konice, ki jih mora izbrati posameznik glede na lastno znanje in upoštevajoč ostalo opremo, ko uglašuje lok. Ključno je prilagoditi opremo znanju strelca, nekatera oprema je tudi bolj kompatibilna.

## Dolgi lok
Dolgi lok (angleško longbow) je izvorni lok. V svoji začetni izvedbi je sestavljen iz upogljivega lesa in tetive. Pravi dolgi lok je dolg toliko, kot je visok strelec. Ima obliko črke D. Najstarejše najdbe so iz mezolitika (Holmegaard, Danska). Izdelani so bili najprej iz lesa bresta, kasneje iz tisovine. Ta tip loka je bil v uporabi do bronaste dobe.
V srednjem veku so bili slavni lokostrelci Valižani in Angleži. V veliko bitkah v stoletni vojni so zmagali Angleži predvsem zaradi odličnih lokostrelcev, ki so jih izbirali na podlagi prvih lokostrelskih tekmovanj.
Za razliko od uporabe loka pri lovu in v športu se v bojih ni merilo, streljali so v salvah. V starih kronikah je zapisano, da so puščice padale na nasprotnika kot sneg. Povprečen angleški lokostrelec je imel v idealnih razmerah v zraku istočasno 8 puščic, kar pomeni, da je bila osma puščica izstreljena, ko prva še ni bila na cilju. Vojaški loki so zahtevali veliko moč za napenjanje (do 100 lbs, približno 500 N). Pomembno tradicijo lokostrelstva poznajo tako v Turčiji, Grčiji, Rimu, Kitajski. Lok je veljal velikokrat kot sekundarno orožje pehote, šele kasneje so se vojaki specializirali za lokostrelstvo. Angleški dolgi lok je sicer bil odločujoča tehnološka prednost, a ne velja za tradicionalno največji tradicionalni lok. To je bil kitajski lok, ki je bil praviloma visok tudi do 2 metra, a ni bil prožen v večjih količinah.

## Lok za konjenico
Lok za konjenike je krajši od loka za pehoto. Z njim se strelja med ježo in so ga razvili in uporabljali izven Evrope. 
Najpolj znani po teh lokih so Huni in Mongoli, katerim ob njihovih pohodih na zahod napadeni niso mogli postaviti nasproti ustreznih vojaških sil. Vojaška prednost napadalcev je bila v masovni uporabi lahke konjenice, oborožene z loki, ki je bila zelo premična in je lahko izvajala napade daleč v območje nasprotnika. 
Naslednji primer za učinkovito uporabo loka so Komanči, ki so jih v 19. stoletju vojaki mladih Združenih držav Amerike imenovali najboljša lahka konjenica na svetu.
Konjeniški lok Hunov, Mongolov in kasneje Turkov je izredno napreden izdelek tistega časa. Izdelani so bili iz lesa, tetiv in živalskih rogov, pri čemer je bil les pogosto le nosilec živalskih materialov. Loki so bili zelo lahki in pri tem učinkoviti.
Prednost tetiv in roga je v zelo veliki sposobnosti shraniti energijo in jo kasneje oddati puščici. Pri relativno majhni potrebni moči v primerjavi z dolgim lokom (samo 75 funtov) je lahko izstrelil posebne lahke puščice 500–800 metrov daleč. 
Pomanjkljivost teh lokov je bila velika občutljivost na vlago. Vlaga lahko razjede živalsko lepilo in lok nepovratno razpade. Tega problema v suhih stepah ni bilo, v Evropi pa je po nekaterih trditvah pripomogel k umiku Hunov okrog leta 600.
Problem streljanja s konjskega hrbta je v tem, da je potrebno ustreliti v trenutku, ko so vse štiri noge konja v zraku in se na strelca ne prenaša nobenih tresljajev. To sposobnost je dobil strelec le z dolgoletno vajo.

## Kjudo lok
Japonski Kjudo (Kyudo) lok je asimetričen. Spodnji del loka je krajši in močnejši kot zgornji del. Tako se razdalja do konjskega hrbta bolje izkoristi.

## Zgodovina
Proti koncu 13. stoletja je postal dolgi lok v zahodni Evropi najučinkovitejše orožje za boj na razdalji, ki ga je upravljal samo en vojak. Vojaško uporabo so najprej uvedli Angleži v srednjem veku.
Že Viljem Osvajalec je v bitki pri Hastingsu uporabil večje število francoskih lokostrelcev proti enotam kralja Haralda, vendar so bili tako kot številnejši angleški lokostrelci opremljeni le s kratkimi loki. 
Že v 11. stoletju poročajo o valižanskih lokostrelcih, katerih puščice so prebile 10 cm debela hrastova vrata. Kralj Edvard I. je po podjarmljenju Valižanov v poznem 13. stoletju v svoje enote uvedel dolgi lok. Najprej so uporabljali le valižanske lokostrelce, kasneje so začeli šolati za lokostrelce z dolgim lokom tudi Angleže. 
Šolanje lokostrelca z dolgim lokom je zahtevalo več let dolge vaje. 
Za izdelavo dolgih lokov so Angleži uporabljali tisovino, ki je trdna in elastična. 
Tudi v drugih evropskih deželah so spoznali vrednost dolgega loka, nikjer pa ni dobil takega pomena kot v Angliji.
Lokostrelske enote so bile pogosto žrtve napadov sovražne konjenice. Če so uspeli konjeniki doseči lokostrelce, lokostrelci (brez oklepov!) in oboroženi za boj na blizu samo z bodali, praktično niso imeli možnosti preživetja. Zato so jih praviloma varovali težko oboroženi pešaki v oklepih.
Še v letu 1590 je angleški plemič John Smyth izkoriščal prednosti dolgega loka pred tedaj že običajnimi arkebuzami in mušketami. Poudarjal je, da lok nima nobenega mehanizma, ki bi se lahko pokvaril in večjo učinkovitost loka v primerjavi s takratnimi puškami. Prav tako je gost oblak puščic zelo škodil bojni morali nasprotnika.
Dolgi lok se je uporabljal še v angleški državljanski vojni v sredini 17. stoletja, vendar so ga tudi v Angliji kmalu potem opustili. Muškete so postale učinkovitejše in so brez problemov prebijale oklepe. Poleg tega je bilo pomembno, da je bilo šolanje strelca z mušketo bistveno krajše kot šolanje lokostrelca.

## Osnovne vrste lokov
Ukrivljeni lok (tudi olimpijski lok; angleško recurve bow) - ta vrsta loka je edina, ki se pojavlja na Olimpijskih igrah. Zanj je značilna dvojna ukrivljenost krakov, ki poveča moč loka in gladek spust. Kot dodatna oprema so pri ukrivljenem loku dovoljeni tudi stabilizatorji, uteži, merilna naprava brez optičnih delov, indikator potega - tleskač ter še nekateri dodatki, ki omogočajo večjo stabilnost loka ter lažje/učinkovitejše merjenje in izlet puščice.
Goli lok (angleško barebow) je v osnovi enak ukrivljenemu loku, le da je na njem dovoljena zelo skopa oprema, iz česar izvira tudi njegovo ime. Na njem ne sme biti stabilizatorjev, merilne naprave in tleskača.
Sestavljeni lok (angleško compound) je oblikovan tako, da zmanjša silo, s katero mora lokostrelec držati napet lok - na krakih ima škripčevje. Med posebnostmi sestavljenega loka sta tudi optična merilna naprava in sprožilec. Vse to daje sestavljenemu loku prednost glede moči oz. hitrosti izleta puščice in glede učinkovitosti merjenja.
Tradicionalnih lokov poznamo več vrst, za njih pa je značilna zelo skopa dodatna oprema. Ker so, zaradi pomanjkanja opreme in predpisane tehnike streljanja (oz. držanja tetive), 'običajni' načini merjenja skoraj nemogoči, jim pravimo tudi instinktivni loki, saj je merjenje v večji meri prepuščeno občutku. Med tradicionalnimi loki sta najbolj znana lok za streljanje s konjskega hrbta (angleško horsebow) in dolgi lok (angleško longbow), katerega kraki so praviloma enkrat ukrivljeni. Pri dolgem loku nadalje ločimo med angleškim dolgim lokom, katerega prečni prerez krakov je bodisi okrogel ali pa ima obliko črke D, ter ameriški dolgi lok ali ameriški ploščati lok, katerega kraki so v prečnem prerezu ploščati.
Pri vseh slogih lokostrelstva je osnovna tehnika strela enaka, razlike so predvsem v načinu merjenja ter držanju (pri sestavljenem loku tudi spustu) tetive.
1. ↑   (PDF) https://web.archive.org/web/20180112214848/http://www.ursm.gov.si/fileadmin/ursm.gov.si/pageuploads/pdf/ESS_2/02_Lokostrelstvo.pdf. Arhivirano iz prvotnega spletišča (PDF) dne 12. januarja 2018. {{navedi splet}}: Manjkajoč ali prazen |title= (pomoč)
2. ↑  »Archery – LZS – Lokostrelska zveza Slovenija«. Pridobljeno 29. decembra 2024.